# Ostružiník maliník
Ostružiník maliník (Rubus idaeus), někdy nazývaný též maliník obecný, je až 2 metry vysoký listnatý opadavý keř s prutovitými výhony, náležející do čeledi růžovité.

## Popis

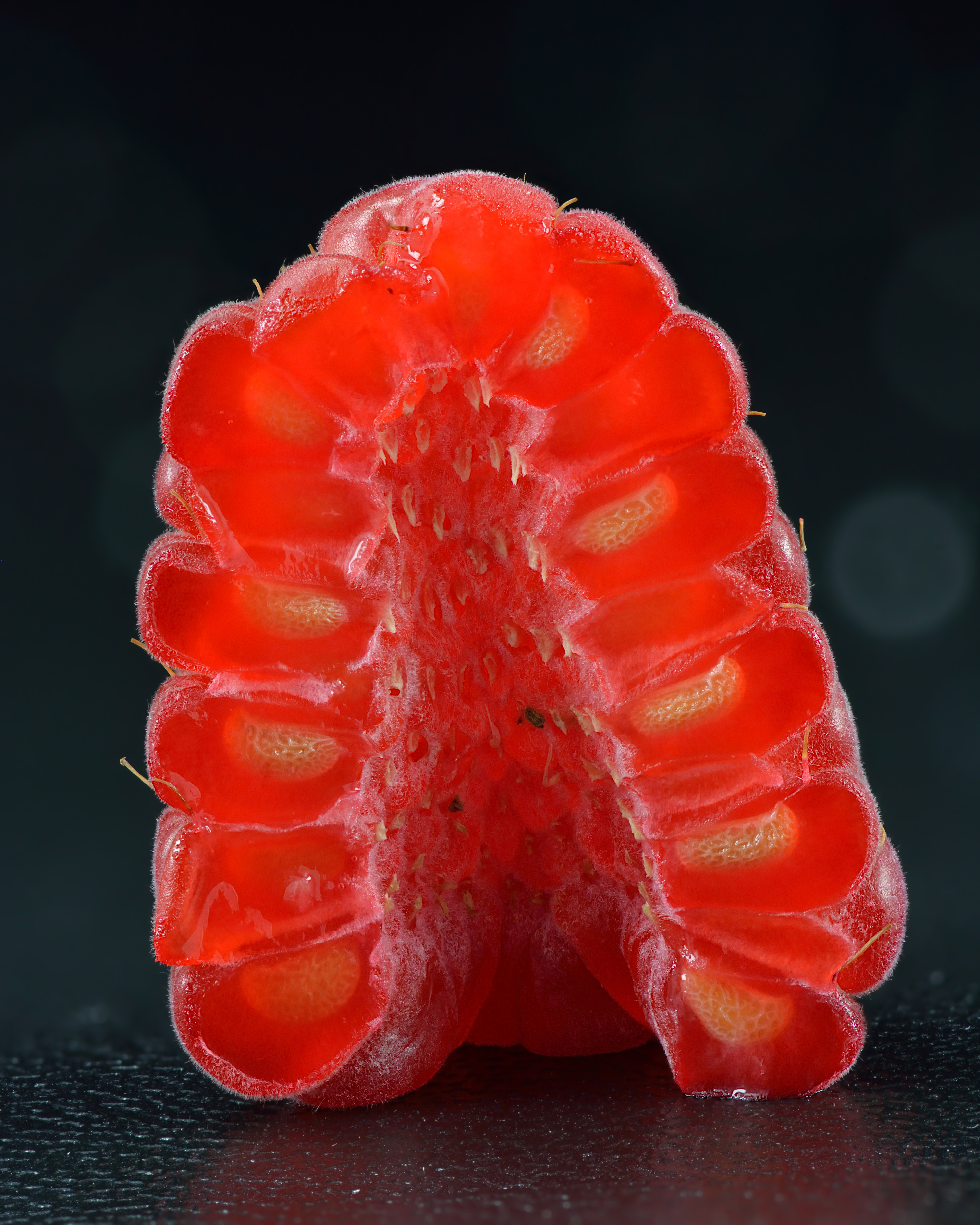
Průřez plodem

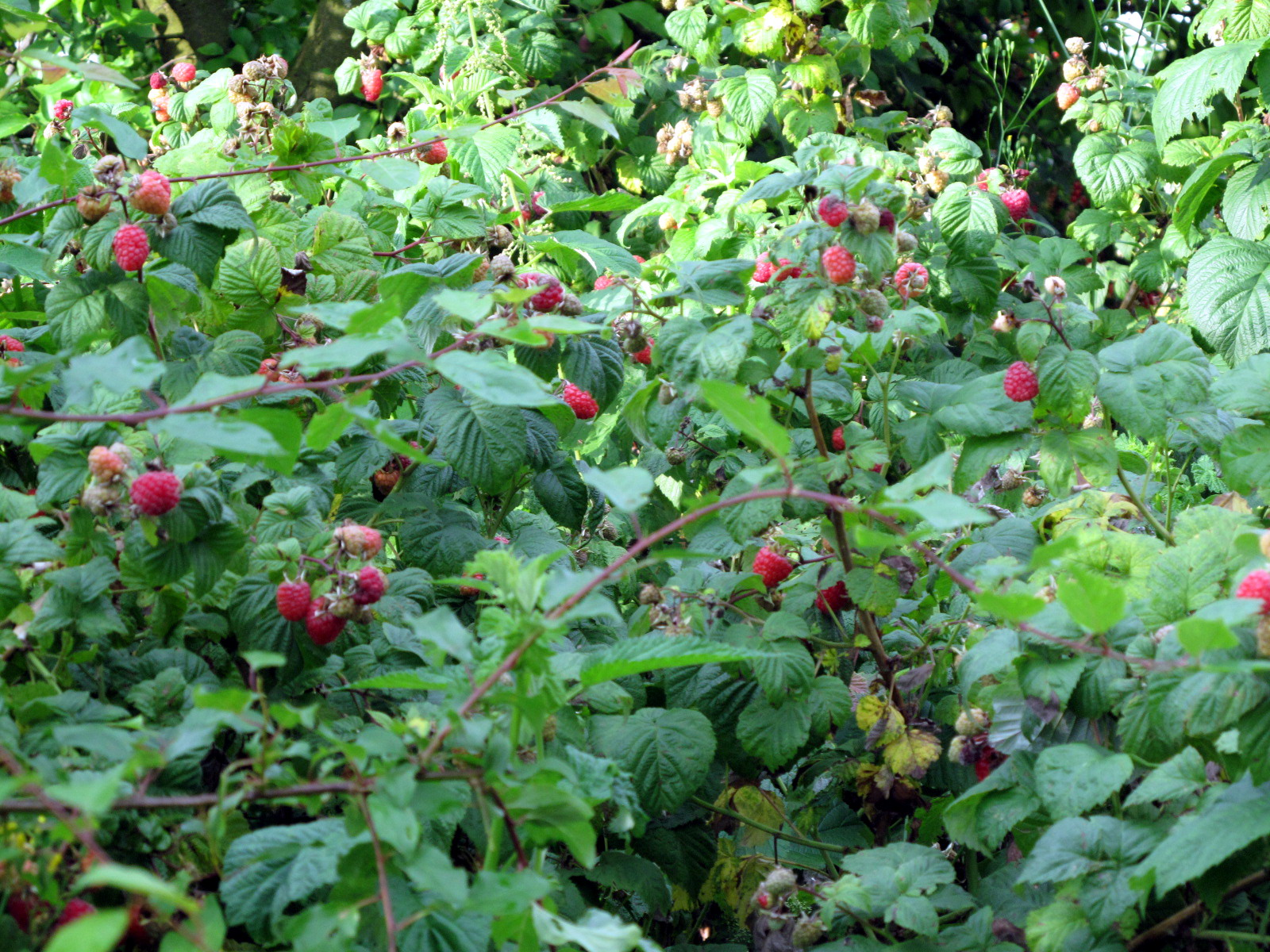
Maliník s plody

- Listy: jsou 3–7četné, střídavé a lichozpeřené, lehce chlupaté.
- Květy: bílé, oboupohlavné, 5četné, pravidelné, kvete v květnu až červenci
- Plody: Plodem je malina, což je souplodí drobných peckovic, tzv. peckoviček.

## Původ
Maliník (Rubus idaeus) je původní domácí rostlinou v celé Evropě a Asii včetně Japonska, přesto nikdy nevzbudil zájem žádného starověkého národa na kontinentě. Neobjevil se v žádných řeckých, latinských nebo čínských písemnostech. Ve skutečnosti nezískal maliník žádný opravdový význam v Evropě ani Severní Americe až do 19. století. Nelze tvrdit, že nebyl do té doby ani pěstován.
V katalogu Johna Tradescanta z poloviny 17. století byla zapsána řada kultivarů maliníku, už tehdy se objevovaly bílé i červené druhy, což samo o sobě předpokládá značné stáří procesu pěstování. Existuje několik dalších zmínek o tomto ovoci, ale čím dále do minulosti, tím častěji ho popisují jako kyselé. Podle toho se dá soudit, že při pěstování nedošlo k výběru kvalitnějších odrůd.
Maliny mohly být ovocem, které bylo ponejprv pěstováno v evropských zemích a v Anglii domkáři, kteří přenesli pruty maliníku z divočiny do svých zahrádek, jak to udělali s drobnými planými lesními jahodami. Výběr a zkvalitnění druhů tu proběhlo dříve, než ovoce vzbudilo zájem profesionálních pěstitelů.

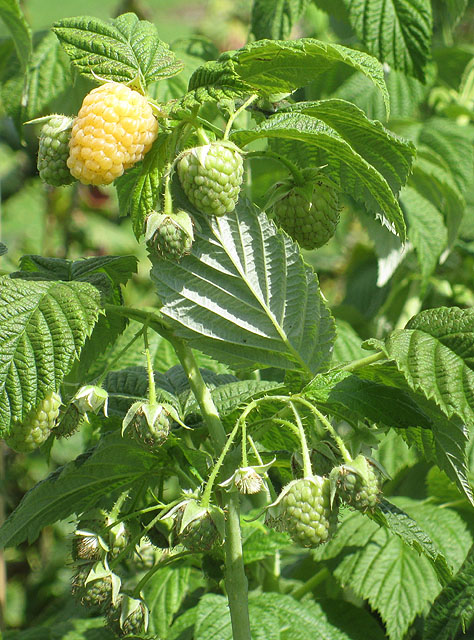
Žlutoplodý kultivar maliníku

## Areál rozšíření
Vyskytuje se v celém mírném pásmu severní polokoule od nížin do hor.

## Stanoviště
Světlé lesy, mýtiny a slunné stráně.

## Pěstování

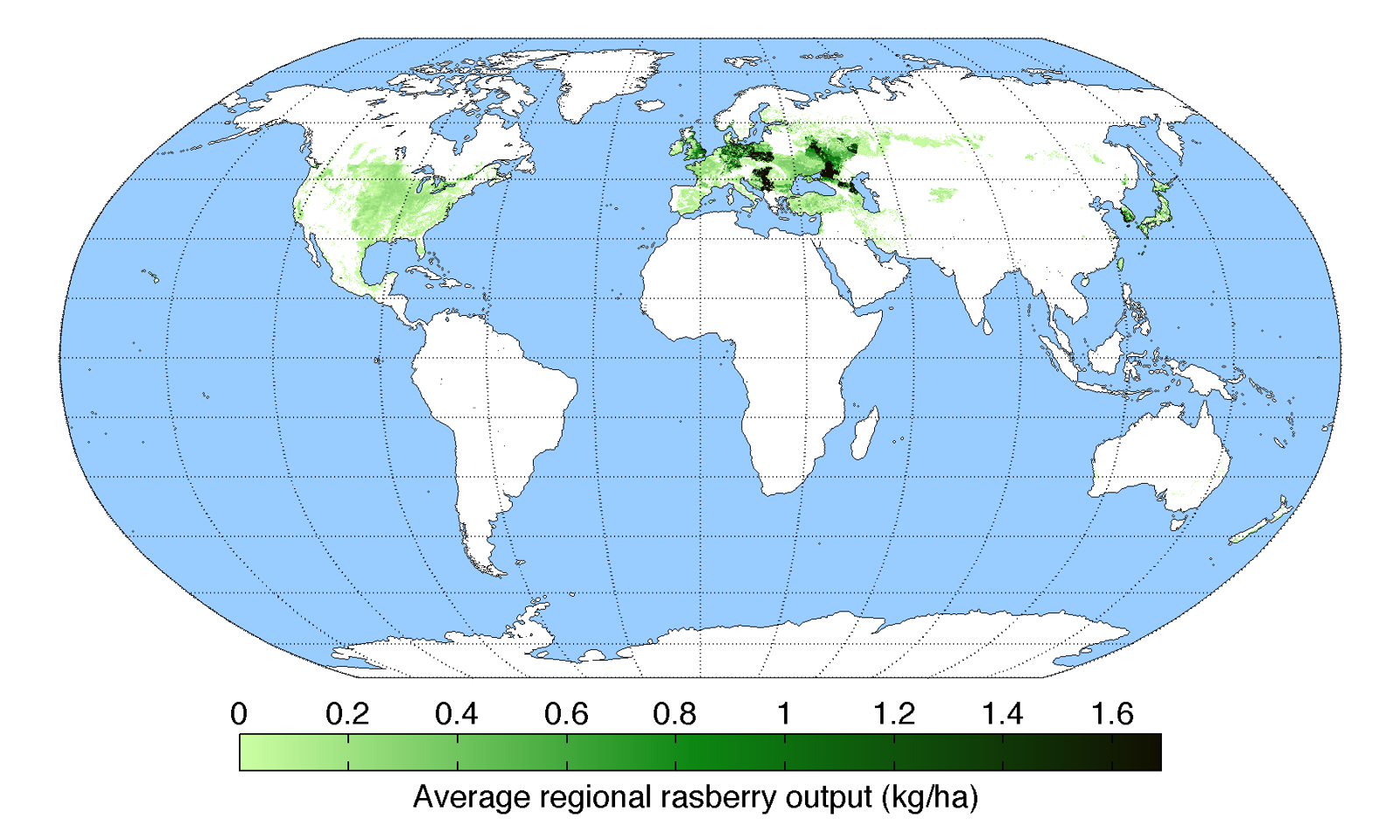
Pěstování maliníku

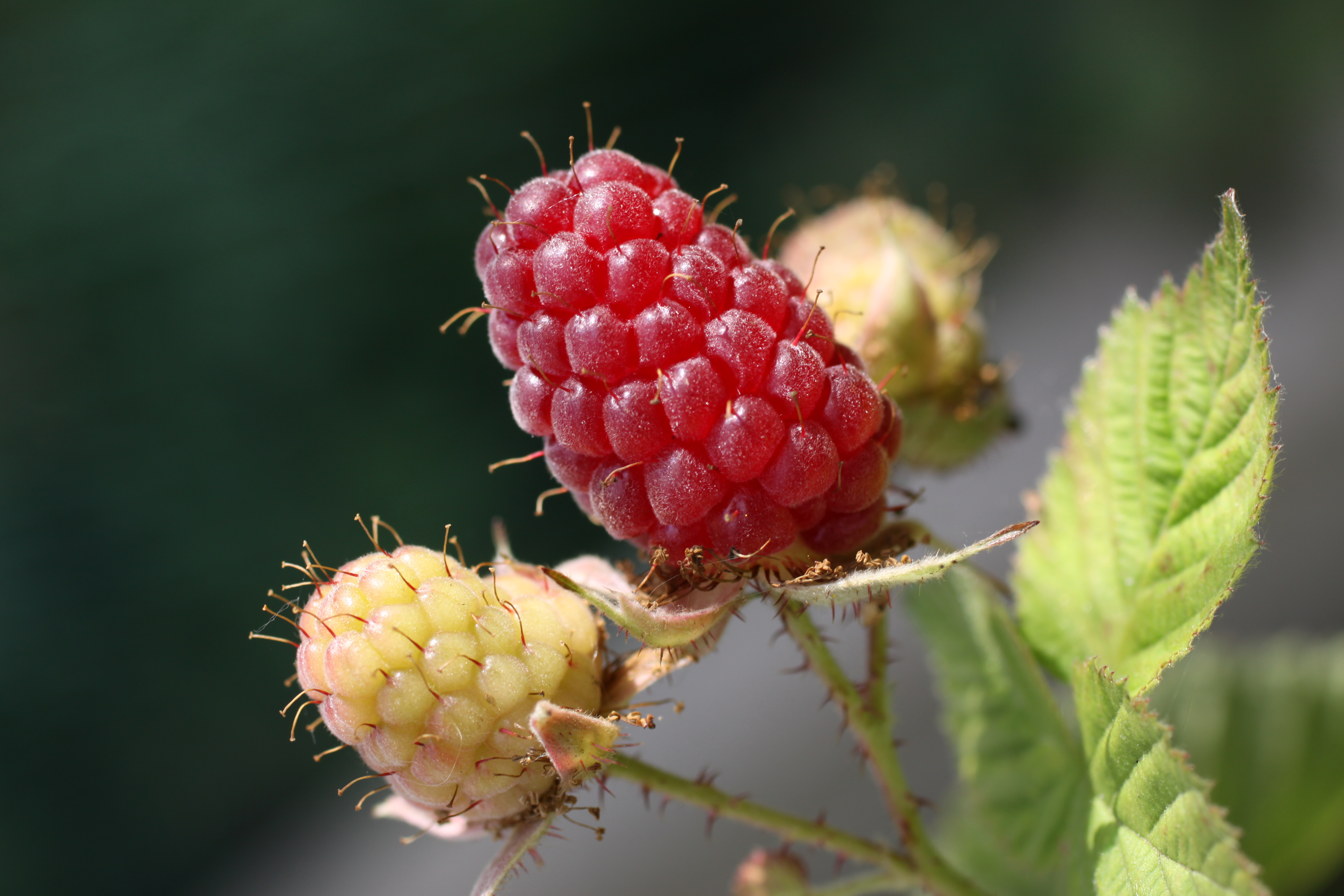
Zralé a nezralé souplodí

Maliny jsou velmi ceněny spotřebiteli drobného ovoce, především z důvodu jejich chuti. 
Nejsou však populární u pěstitelů ovoce z několika důležitých důvodů:
- maliníky zpravidla nejsou produktivní ve všech lokalitách
- některá onemocnění, která napadají maliník, je obtížné kontrolovat a dochází k vážnému a trvalé poškození
- keře nejsou silně produktivní a náklady na sklizeň jsou značné
- maliny špatně snáší přepravu (důvodem je struktura a jemnost plodu), takže je těžké zvládnout přepravu bez značného poškození.

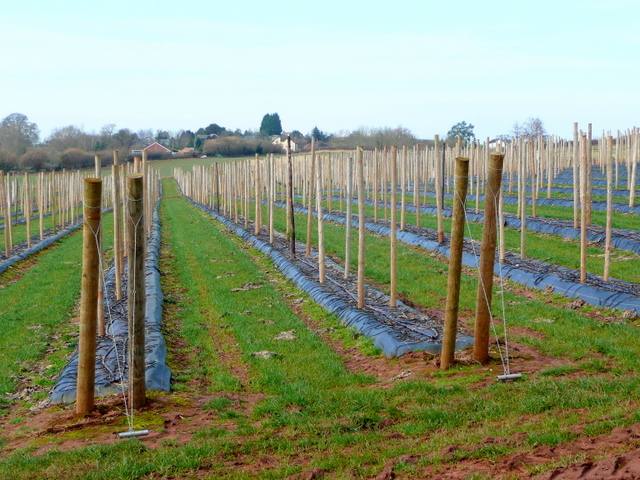
Nová výsadba malin na fólii

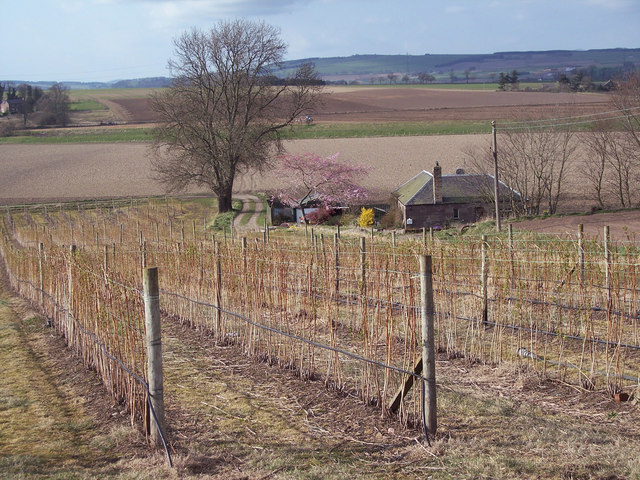
Udržovaná plantáž malin, předjaří

I přes nevýhody spojené s pěstováním malin, existuje několik výhod jejich pěstování:
- maliník je obvykle prodáván na trhu za velmi uspokojivé ceny
- poptávka po malinách je vysoká
- dobré výtěžky maliníku lze získat pečlivým umístěním plantáže, pěstováním a hnojením
- prodej malin je žádoucím příspěvkem ovocnáře k dobrému postavení na trhu, protože pěstitel získá peníze již na začátku sezóny ovoce a maliny mu pomohou zajistit zákazníky pro jeho pozdější výpěstky.

Život průměrného keře maliníku je 8–15 let, pokud některá z chorob životnost keře významně nesníží. Neexistují však žádné bezprostřední vyhlídky na nadprodukci malin. Poptávka na trhu pro ovoce je velmi dobrá, a dodávka bobulí dobré kvality byla vždy daleko za poptávkou. Maliny jsou nejpopulárnější keřové ovoce, začínají zrát 3–4 týdny po jahodách.
Maliny jsou odolné rostliny. Maliník je možné pěstovat na velkém území Kanady a USA. Za příznivých podmínek lze polovinu běžné úrody ovoce očekávat u maliníku už druhý rok. Od třetího až do pátého roku plantáže produkují o něco větší úrodu každý rok, ale za normálních podmínek, nelze očekávat další zvýšení po pátém roce. Výnos asi 1500 litrů na hektar může být považován za běžnou plnou sklizeň.

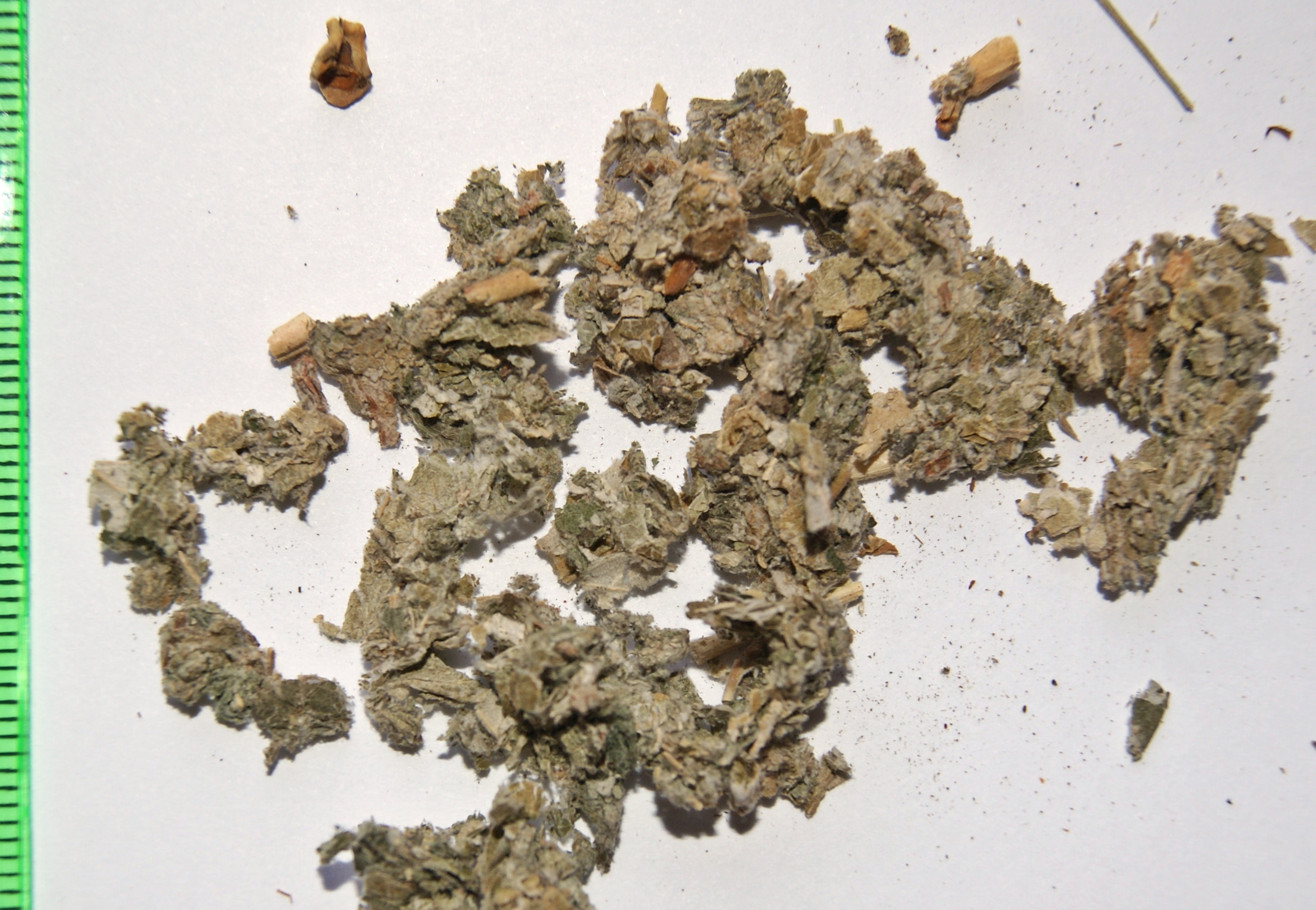
Sušený list je používán jako přísada čajů a léčiv pod názvem rubi idaei folium

### Půdní podmínky
Maliny se daří pěstovat na mnoha různých druzích půdy, ale nejlépe rostou v hluboké, vlhké, humózní a propustné půdě. Dobré odvodnění je zásadní, ale půda příliš suchá je stejně špatná jako půda příliš vlhká. Přestože celkový dojem z testů byl, že maliny se daří pěstovat nejlépe na štěrkovité a písčité půdě, bylo zjištěno, že v hlinité půdě byly plodiny o 54 procent větší než ty, které byly na lehčích půdách, a kromě toho plodiny na těžších půdách mají 64 procent větší výnos než na lehčích půdách. To je přesvědčivý argument ve prospěch pěstování malin na těžších půdách, což je skutečnost, která dosud nebyla oceněna. Pozemek, který má být použit pro maliny, by měl být bez zhoubných chorob a vytrvalých plevelů.

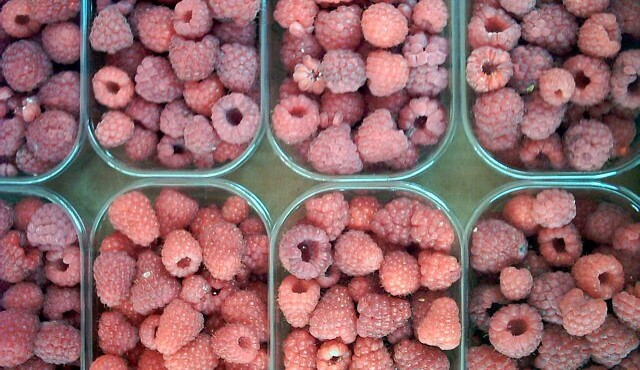
Sklizené dozrávající, prodávané plody, určené k přímé konzumaci.

### Expozice
Maliníku dělá nejlépe severní nebo západní expozice, a proto takové jsou tyto svahy vhodnější pro komerční plantáže. Nejlepší a nejsladší ovoce roste na chladných, stinných místech, jaké je možné zajistit na severních a západních svazích. Pro výsadbu v domácí zahradě, kde volba expozice není tak často možná, je vhodné chladné místo, které lze nalézt ve stínu u zdi nebo pod stromy.

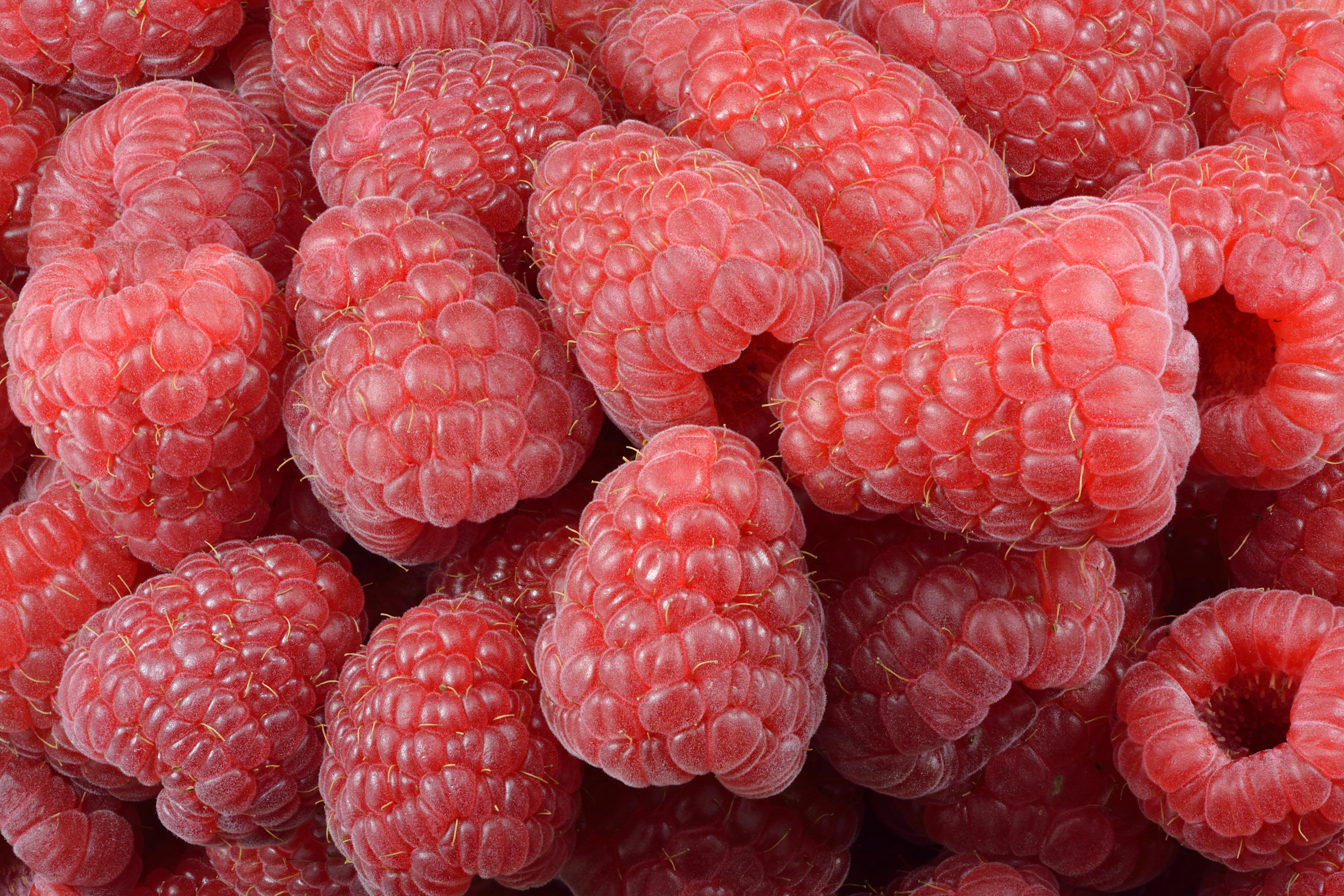
Zralé plody (zblízka)

### Rozmnožování
Maliny jsou obvykle množeny z výmladků a od kořenových řízků. Tyto dva způsoby množení jsou ve skutečnosti skoro stejné, výmladky jsou výhony, které přirozeně vyrůstají z kořenů blízko povrchu země. Výmladky často vyrůstají ve velkém množství, když jsou kořeny maliníku poškozeny při kultivaci. Výmladky jsou odděleny a vykopány lopatou a rýčem kořeny.
Když jsou maliníky množeny kořenovými řízky, bývají kousky kořenů 10–13 centimetrů dlouhé a asi tak tlusté jako tužka, odřezány od silné rostliny, obvykle na podzim a jsou založeny přes zimu do písku. Na jaře se tvoří na koncích pupeny a řízky mohou být umístěny v mělké brázdě a přikryté pěti nebo sedmi cm zeminy. Jakmile vyrazí výhony, budou připraveny pro umístění na stanovišti.

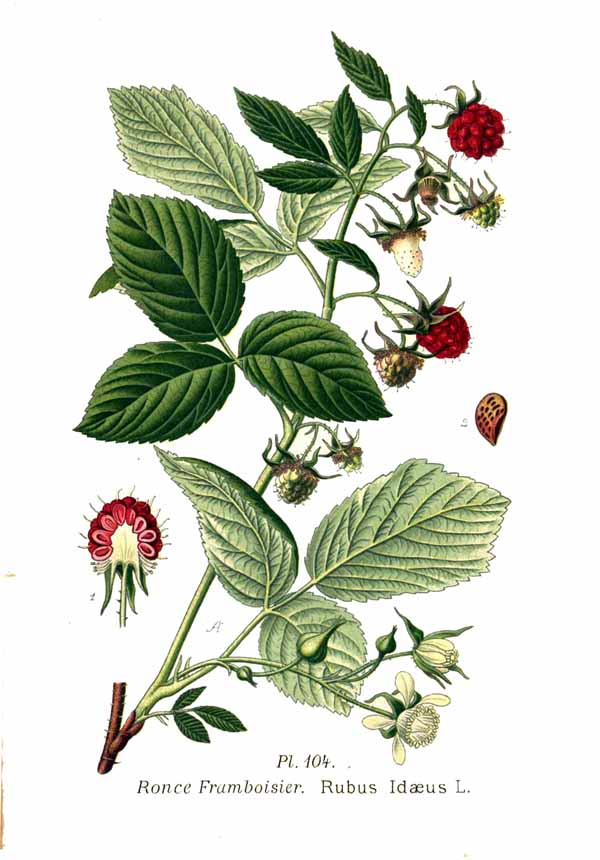

Rostliny z mladých keřů jsou pro odebírání řízků a výmladků vhodnější, protože je pravděpodobné, že mají větší sílu než rostliny odebrané ze starších keřů a budou se tak i méně pravděpodobně šířit onemocnění.

### Výsadba
Maliníky mohou být vysazovány buď na podzim, nebo na jaře, jarní výsadba je častější. Vzdálenosti, na které jsou maliny vysazovány se značně liší. Někteří pěstitelé dávají přednost výsadbě do řádků vzdálených 6 nebo 7 metrů od sebe, tvořených keři 4–6 stop od sebe v řadě. Jiní pěstitelé volí spon 4 stopy v každém směru a omezují rostliny na určené ploše. J.H. Hale tvrdí, že aby byly zajištěny nejlepší výnosy, je nevhodnější výsadba nakopčených rostlin 7–8 stop od sebe. Průměrný pěstitel malin obvykle zjistí, že pěstování keřů v řádcích které jsou 6 stop od sebe a rostliny v řádku 3 stopy od sebe je uspokojivé a že úroda bude větší, než když vysadí rostliny na kteroukoli jinou vzdálenost.
Pokud keře se začínají houstnout příliš mnoho, když jsou vysazeny tímto způsobem, mohou být proředěny v řádcích, dokonce do té míry, že je to nutné odstranit každý druhý keř. Při přípravě půdy pro pěstování maliníku keřů v řadách 6 stop od sebe a 3 stopy od sebe v řádcích, by měly být vytvořeny rovné brázdy v jednom směru přes pole ve vzdálenosti 6 stop od sebe a asi 3 cm hluboko.

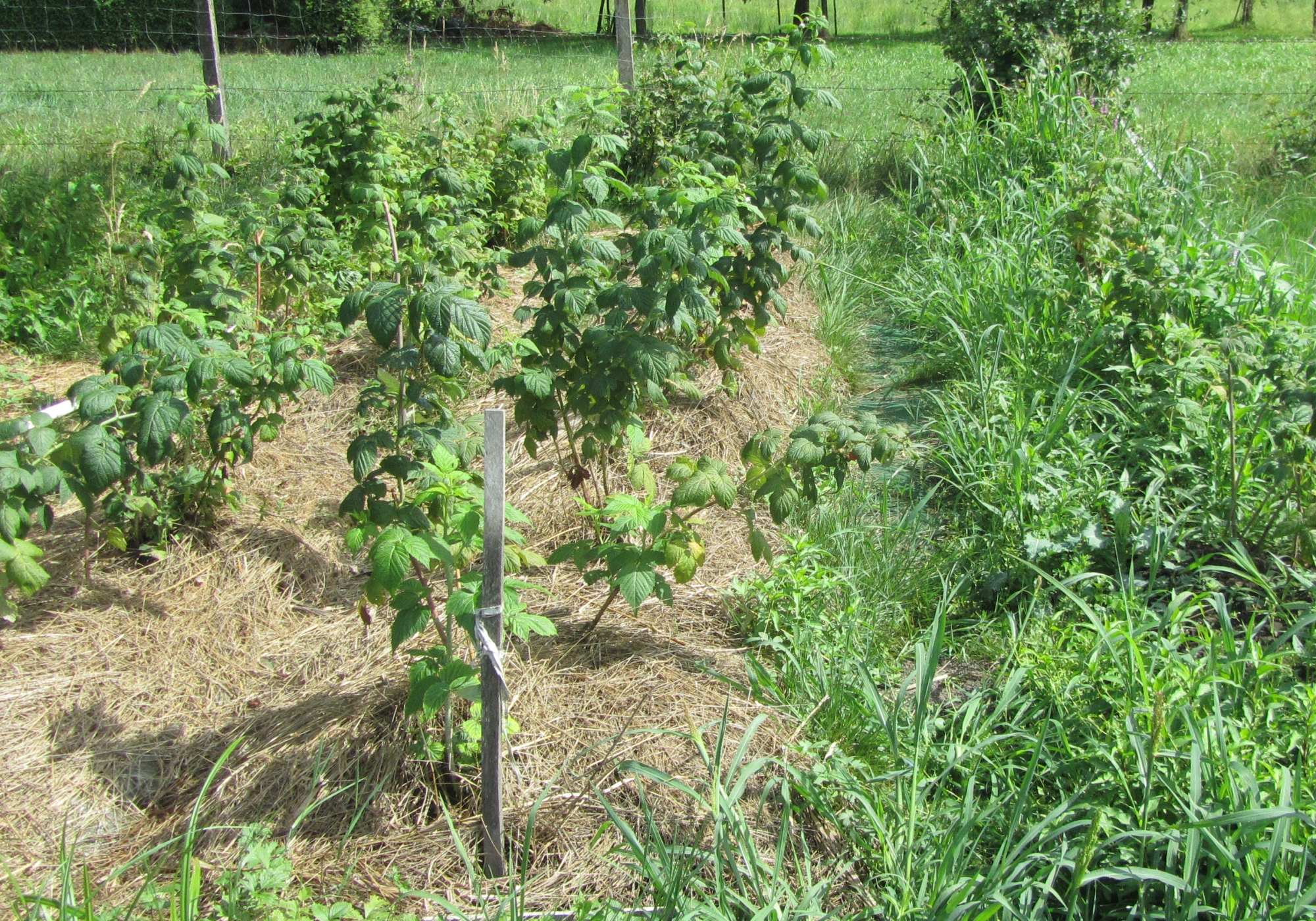
Namulčované maliníky

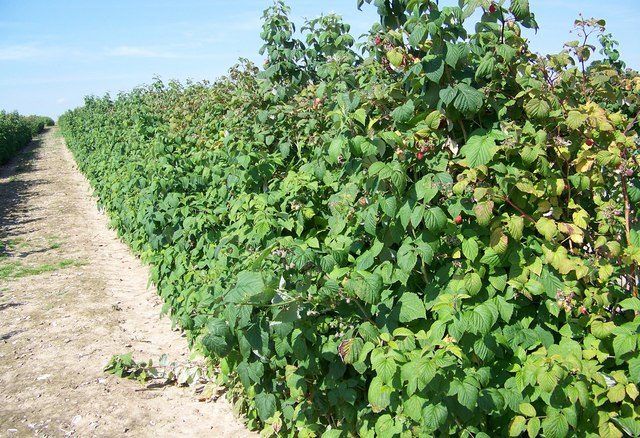
Pás plodících malin.

Při výsadbě by rostliny by měly být v blízkosti po ruce, a kořeny zakryty vlhkou pytlovinou. Všechny zlomené kořeny s roztřepenými konci by měly být zastřiženy na hladký povrch, takže se řez bude hojit dobře.

### Agrotechnika v malinové plantáži
Orba mezi řádky v malinové plantáži na jaře není dobrá praxe, protože poškozuje kořeny a vyvolá růst příliš mnoha výhonů. Tento nadměrný růst dřeva sníží úrodu plodů. Jarní orba, navíc, ani není nutná v případě, že země byla řádně obdělávána v průběhu minulé sezony. Mezi řádky lze pěstovat meziplodiny, například z čeledi vikvovitých.

### Řez maliníku

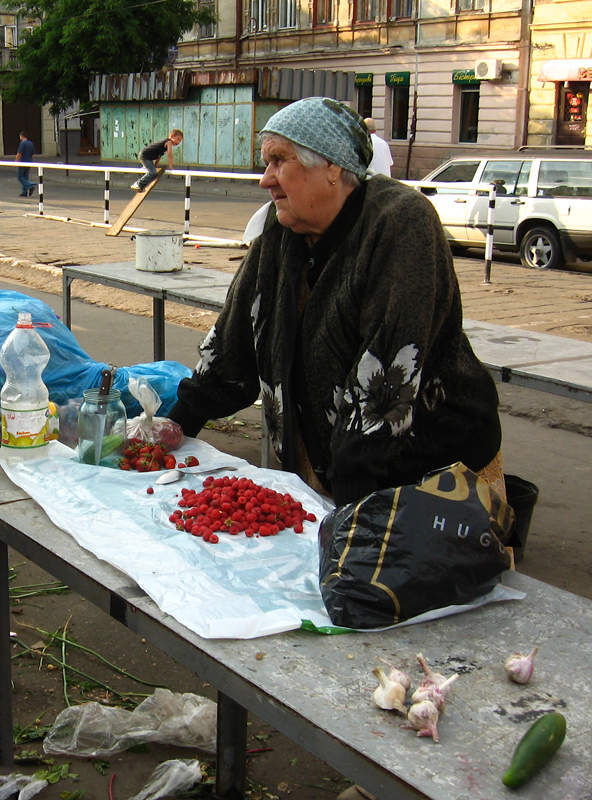
Prodavačka malin, Ukrajina, Lvov

Aby bylo možné prořezávat maliny správně, je důležité si uvědomit, že výhony této rostliny jsou jedno nebo dvouleté, to znamená, že žijí jen dvě sezóny, ale že kořeny jsou trvalé, žijí po mnoho let. Výhonky vyrůstající z kořenů během jedné sezóny nesou ovoce v příští sezoně, a hynou na konci druhého období. Proto na každém maliníku, který je 1 rok starý, budou obvykle výhony, které přináší plody a další, které se vyvíjejí pro tvorbu ovoce v příštím roce. Předmětem prořezávání jsou tenké a mladé výhony tak, aby nesly velkou úrodu velkých bobulí, a odstranění starých výhonů poté, co odplodí, aby zůstal dostatečný prostor pro růst nových rostlin.

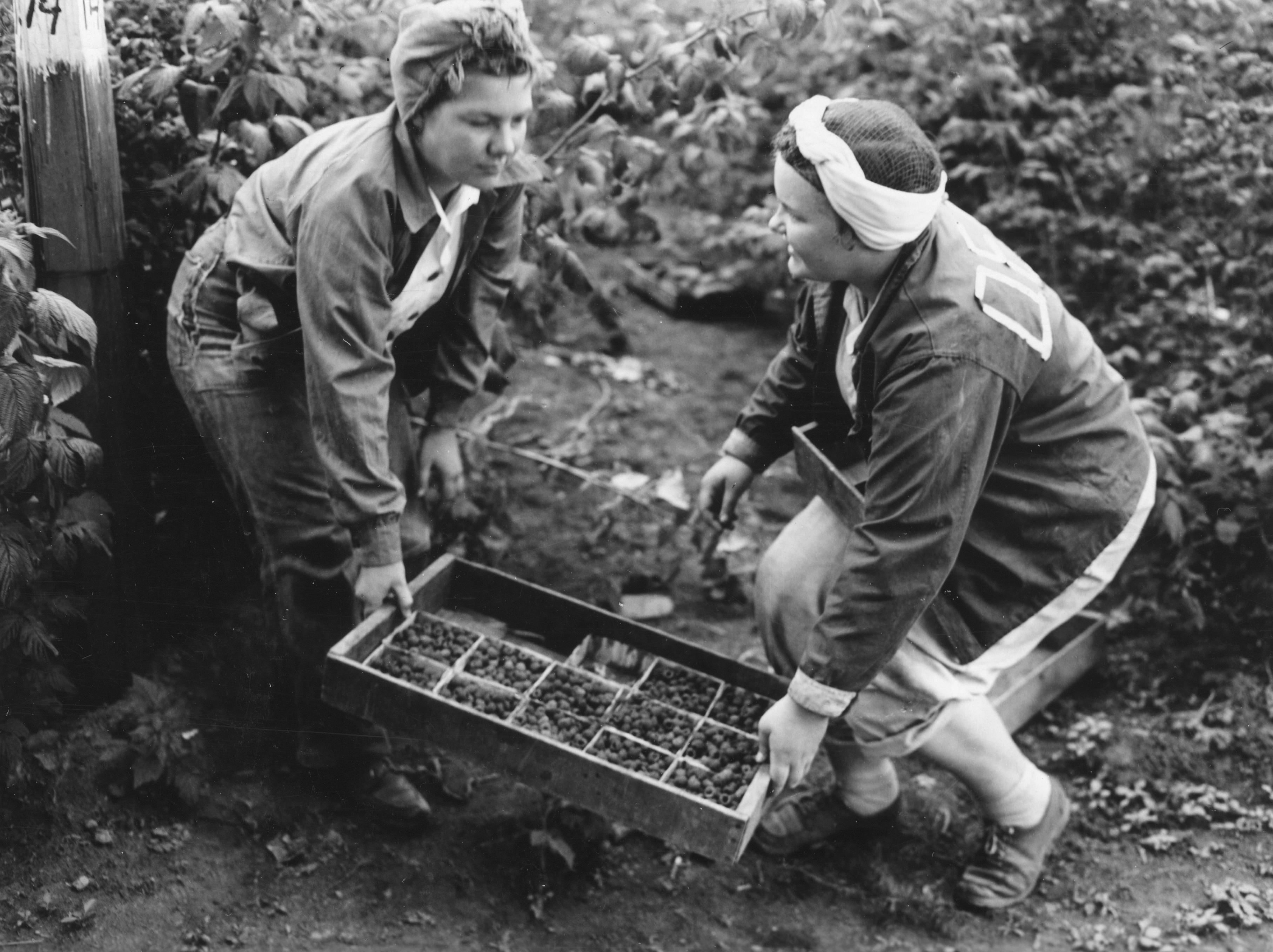
Sklizeň malin v Oregonu

V prvním roce po výsadbě maliníku, a během následujících let, je prořezávání důležité a mělo by být prováděno systematicky. Tendence rostliny je vegetativně růst více než je vhodné pro produkci ovoce dobré kvality. Pro tvorbu nejlepších plodů musí být počet výhonů omezen. Čas a způsob řezu maliníku se liší podle různých pěstitelů.
Někteří pěstitelé nechávají růst volně maliník během prvního léta a seřezávají jej po zimě nebo brzy na jaře, jiní pěstitelé obhajují řez terminálních výhonů v létě, čímž nutí růst boční výhony před zimou. Ve většině případů je obvyklou praxí, jak bylo zjištěno, ponechat mladý maliník růst volně během prvního léta a pak na počátku následujícího jara, poté, co již pomine riziko silných mrazů, jsou seřezány všechny výhony, které by měly nést plody.
Jednoleté výhony, kterým bylo povoleno pro růst podle libosti první léto jsou sníženy na výšku 3 až 4 stop. Plodné výhony, které jsou seřezané tímto způsobem, na jaře vyženou velké množství silných bočních větví, jakmile začne vegetace. Tyto boční výhony budou tvořit tolik plodů, kolik jedna rostlina dokáže uživit. Tento řez by měla být odložen, pokud je nebezpečí, že budou výhony v zimě poškozeny.
- Většina zkušených pěstitelů, je však na pochybách o vhodnosti tohoto letního řezu mladých maliníků, protože:[1]
- se zdá, že má tendenci zvyšovat počet výmladků a vede k nadměrnému vegetativnímu růstu, což snižuje schopnost rostliny plodit;
- zakrácení mladých terminálních pupenů nevede k růstu silných bočních výhonů ze spodních pupenů, ale podporuje tvorbu slabých větví, které jsou více či méně během zimy poškozeny;
- pokud možno, plodné boční větve, které vyrůstají po řezu, zůstávají spící až do následujícího jara, kdy mohou být vytvořeny dobré plodné boční výhony metodou prořezávání popsanou výše.

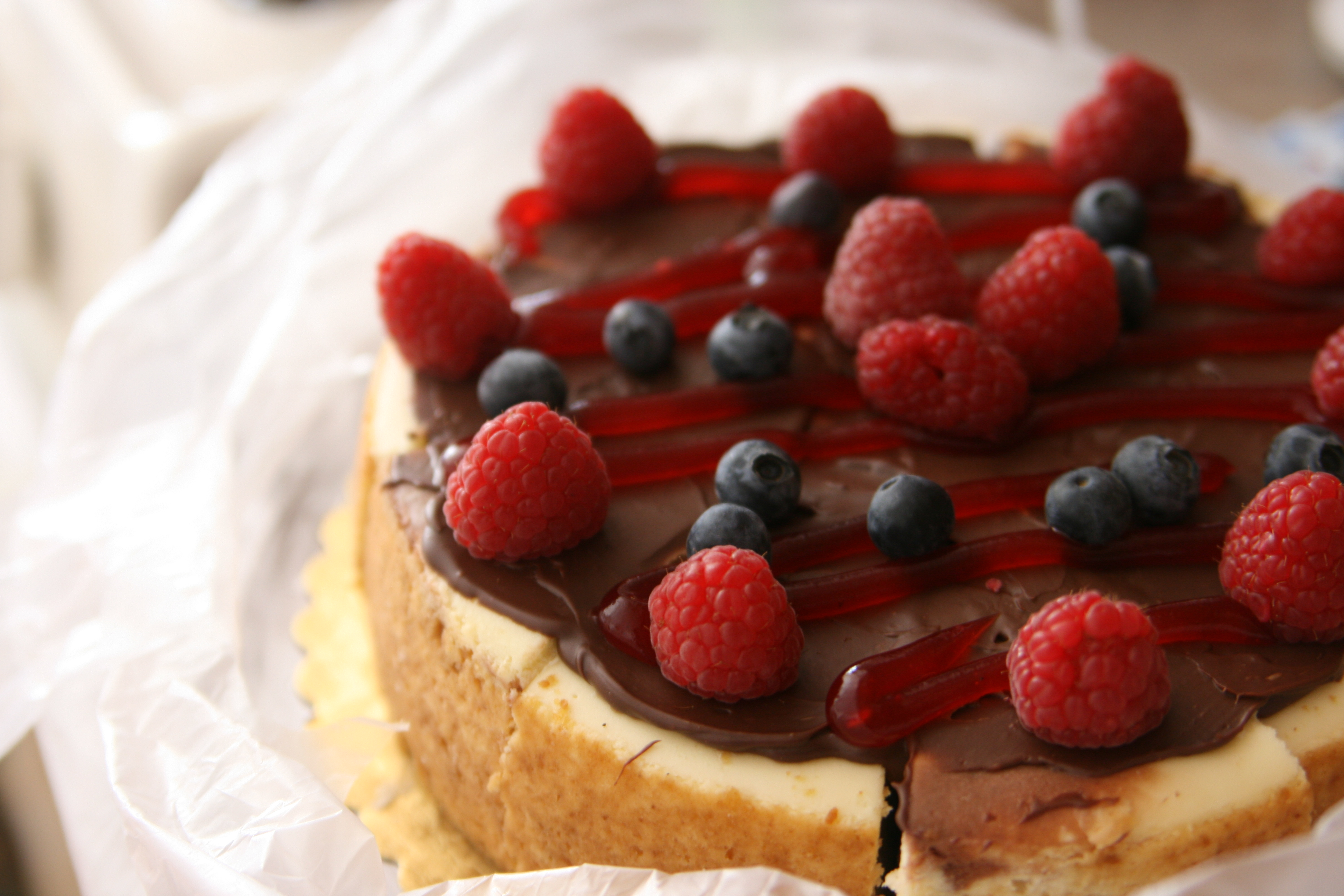
Dort s malinami

V některých výjimečných případech však může být vhodnější, aby byl proveden řez maliníku v létě, spíše než brzy na jaře před začátkem růstu. Například u velmi silně rostoucích odrůd maliníku a maliníku vysazeného na velmi živné půdě může být třeba provést řez v létě. V jiném případě však většina energie rostlin může být použita pro vegetativní růst a výnos plodů nemusí být bohatý.

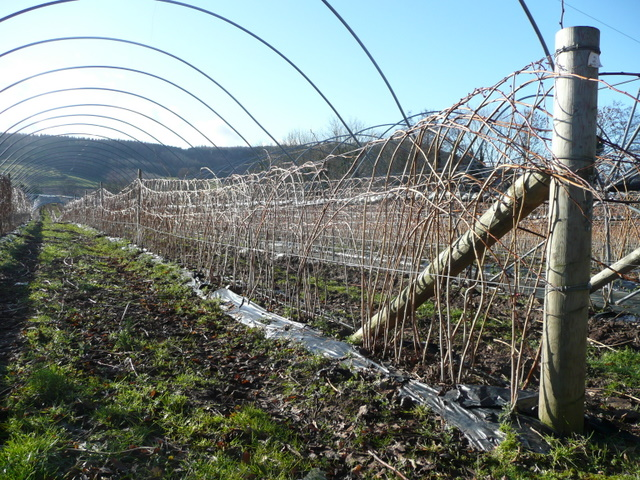
Řezané a vyvazované maliníky ve Velké Británii

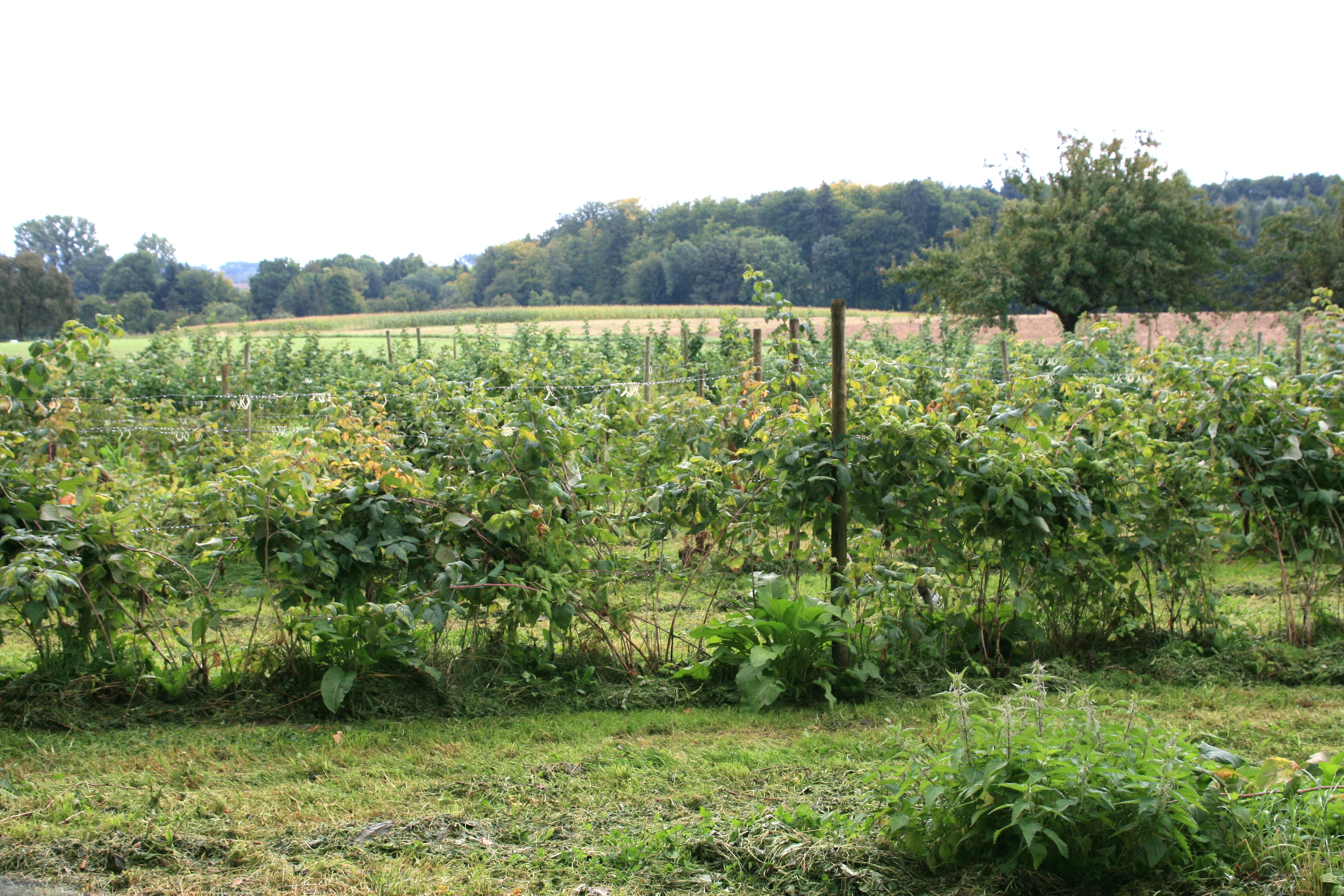
Pěstování malin, Německo

Jak maliníky stárnou, pokud nejsou pečlivě řezané, prostory mezi rostlinami postupně zaplní a řádky se stávají téměř pevným plotem. Pro usnadnění sklizně a pěstování a udržení vitality rostlin by nemělo být dovoleno, aby rostlina měla velký počet výhonů. Počet výhonů může být určen pouze podle zkušenosti, protože místní podmínky výrazně ovlivňují růst keřů. Řádky by měly být co nejužší, bez silného řezu, takže kultivace je možná na většině povrchu půdy, a okopávání v řádcích nebude příliš obtížné.
Nářadí pro řez
Výhony malin a všech ostružin, jsou tak dobře chráněny trny, že řez je v nejlepším případě nepříjemná práce. Mimo nůžek by měl být pracovník vybaven koženými rukavicemi, které usnadní práci jak je to jen možné.

### Hnojení
Ekonomické hnojení malin je problém, který musí být hodnocen na každé plantáži, protože nehospodárná aplikace hnojiv je stejně pravděpodobná, jako nedostatečná aplikace. Na některých půdách, jako jsou ty, které byly prohnojené a obdělávané několik let, přihnojení dusíkem a jinými rostlinnými živinami nemá výrazný vliv na maliník. Z tohoto důvodu, by použití množství hnojiva na těchto půdách bylo plýtváním penězi.
Stájový hnůj je dobré hnojivo pro maliny, ale při použití u maliníku, který roste na vlhké, úrodné půdě, může vyvolat přílišný růst. Meziplodiny jsou cenné u maliníku, zvláště na plantážích, protože přispívají humusem, a luštěniny mohou poskytnout dusík potřebný pro růst keřů. Dobré jsou jako meziplodina pro maliny luštěniny, jetel.

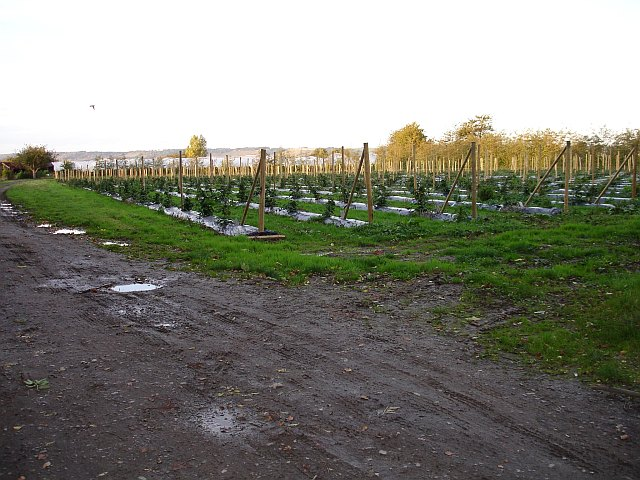
Maliníky na fólii

Kostní moučka, struska a Thomasova moučka jsou dobré materiály pro dodání kyseliny fosforečné pro maliník, také popel z dřeva a draselná sůl jsou vhodné k doplnění draslíku.

#### Efektivita hnojení maliníku
Výhodně je většinou použití dusíku v průmyslových hnojivech ve snadno rozpustné formě. Tato hnojiva by měla vyvolat silný, zdravý růst, při použití hnojiva brzy během vegetace, ovšem dřevo má mít dostatek času vyzrát před zimou a je třeba upravit hnojení v tomto ohledu. Ačkoli maliny nereagují na hnojiva stejně silně jako mnoho jiných rostlin, v roce 1910 zemědělské výzkumy přinesly výsledky, které ukazují, že používání průmyslových hnojiv, stejně jako hnoje, bylo ziskové. V tomto šetření bylo zjištěno, že nejčastější praxe pěstitelů bylo aplikovat hnojiva ve formě stájového hnoje nebo směsí průmyslových hnojiv předtím, než rostliny byly vysázeny.

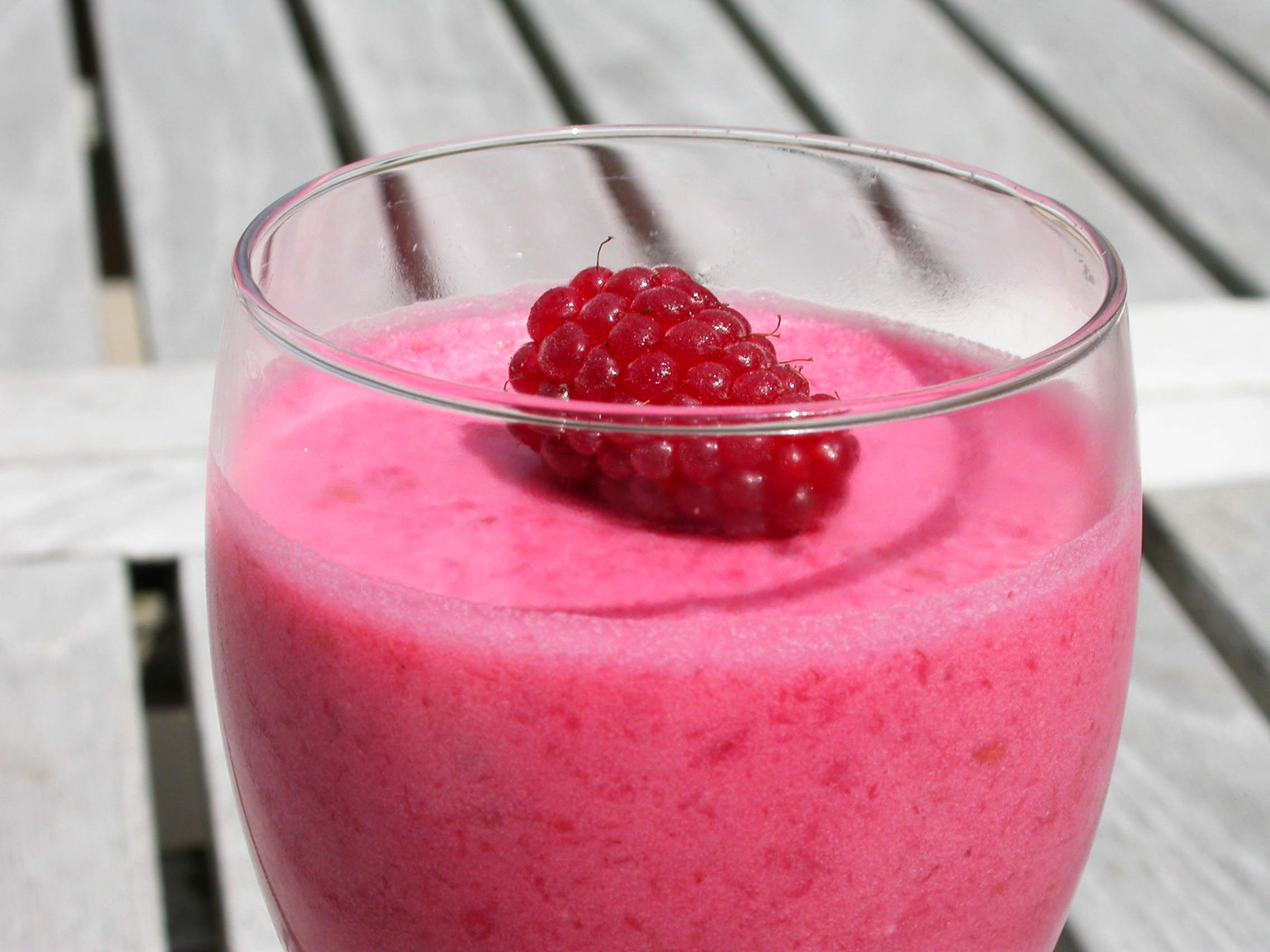
Nápoj z malin

Poté, co rostliny maliníku přišly do plodnosti, někteří pěstitelé aplikovali stájový hnůj, jiní použili průmyslová hnojiva a mnoho nepoužívalo žádná hnojiva vůbec. Výzkum na třiaosmdesáti farmách ukázal, že asi 47 procent z farem nepoužilo ani hnůj, ani průmyslová hnojiva a průměrný příjem byl 116,69 dolarů z akru plantáží maliníku, což znamená, že jsou tím vyznačeny možnosti zisku maliníku i za nepříznivých okolností. Na asi 15 procentech farem byl použit jak hnůj tak i průmyslová hnojiva, a na těchto farmách byl zajištěn průměrný příjem 176,69 dolarů z akru maliníkových plantáží. Tedy více než o 51 procent vyšší zisk plynoucí z hnojení ve srovnání s plantážemi, na kterých nebyla použita žádná hnojiva. Od zisku zde ovšem musí být odečteny náklady na hnojení. Tyto dvě skupiny získané statistickým výzkumem však naznačují velmi jasně, že hnojiva jsou prospěšná pro pěstování a výnosy maliníku.
Na asi 26 procentech farem byl použit pouze stájový hnůj před výsadbou a na těchto farmách byl zjištěn průměrný příjem 170,50 dolarů z akru. Tedy jde o zvýšení příjmu o 47 procent ve srovnání s farmami, na kterých není hnůj ani průmyslové hnojivo aplikováno. Tento nárůst je jen o málo menší, asi 4 procenta nižší, než byl zisk zjištěný při použití jak hnoje, tak průmyslových hnojiv. To ukazuje, že při použití umělých hnojiv a hnoje, nejsou průmyslová hnojiva nijak zvlášť efektivní a nejsou ekonomická, protože tak malé zvýšení příjmů nezaplatí náklady za hnojiva .

### Choroby a škůdci

#### Poškození mrazem
Aby se zabránilo poškození chladem během zimy u maliníků v lokalitách, kde jsou zimy silné, musí jim být poskytnuta určitá forma ochrany. Nejuspokojivější způsob ochrany je naorání půdy od jedné strany keřů, ohnutí horní části keře, až se dotkne země, a zakrytí zeminou. Výhony jsou obvykle skloněny v jednom ve směru v řádku tak, aby na výhony jednoho keře navazovala koruna dalšího. Není důležitý směr, kterým jsou vrcholy keře ohnuty, je zde malý rozdíl, ale měly by být otočeny směrem k jihu. Výhony by měly být narovnány brzy na jaře, a půda navršena na kořenech na uvolněné straně. V místě, kde je dostatek sněhu, je tento způsob obzvláště účinný v prevenci namrzání.

### Sklizeň a marketing
Maliník by neměl být sklizen, dokud plod nelze oddělit snadno od rostliny. Měl by být sklizen krátce poté, co je dosaženo této fáze zralosti, protože brzy se stane tak zralým, že při silném dešti, které se často vyskytují v tomto ročním období, bude střeseno mnoho z bobulí z keře. Ovoce by nemělo být sklizeno mokré, protože to poškozuje jeho přepravní vlastnosti.
Maliny vyžadují hodně péče ve sběru a následné manipulaci. Dívky a ženy jsou často nejlepší sběrači malin, ani ne tak proto, že jejich prsty jsou hbité a rychlé, ale proto, že budou přirozeně sbírat plody lehce, takže se zabrání otlakům. Malina je dutá a nevydrží velký tlak, aniž by došlo k jejímu poškození. To je jeden z důvodů, proč jsou tyto plody téměř vždy prodávány v mělkých půllitrových košících vyrobených z dýhy. Sběrači jsou obvykle vypláceny po nachystání malin. Sběr ovoce by měl být tak pečlivě proveden, aby nebylo třeba dalšího třídění nebo přečištění pro přípravu pro trh. To je důležité v případě malin ještě zdaleka více, než v případě všech ostatních druhů ovoce, z důvodu citlivé povahy plodů. Ze stejného důvodu má pěstitel ovoce podstatně větší výhodu, pokud může prodat své maliny na místním trhu, oproti těm, kteří musí dopravit zboží po železnici. 

## Odrůdy
- Ada (maliník) – remontuje
- Apricot (maliník) – remontuje
- Autumn bliss
- Canby (maliník)
- Granát (maliník)
- Ljulin (maliník)
- Lloyd George (maliník)
- Medea (maliník) – remontuje
- Polana (maliník)
- Poranna Rosa – žluté plody

## Užití
Během času bylo vypěstováno mnoho kulturních odrůd maliníku pro pěstování na zahradách a plantážích.
Maliny lze prodávat syrové, konzervované, zmražené, zpracovat na marmelády a džemy, ovocné šťávy, sirupy a mošty, podobně jako u hroznové šťávy.
Sušené maliny – maliny jsou někdy sušeny stejným způsobem jako jsou sušené ostružiny, ale taková praxe není rentabilní. Maliny ztratí příliš velkou váhu při vysušení. Kromě nadměrné ztráty hmotnosti, maliník při sušení změní barvu na neatraktivní temně červenou a není proto na trhu populární.
Plody, šťáva a další výrobky z nich jsou zejména pro obsah antioxidantů cenné při horečnatých a zánětlivých onemocněních (zánět průdušek, revma), zlepšují zdravotní stav kuřáků a alkoholiků.

## Léčivé účinky
V léčitelství se používá též sušený list maliníku – výluhy se používají ke kloktání při zánětech v dutině ústní a k potírání kožních chorob. Jde o hodnotnou součást celoročních bylinných čajových směsí. Fermentací se senzorická hodnota drogy zvětšuje.